# الیزه (فیلم)
الیزه (به انگلیسی: Elyse) یک فیلم درام آمریکایی به نویسندگی و کارگردانی استلا هاپکینز و با بازی آنتونی هاپکینز و لیزا پپر است.
این اولین کارگردانی استلا هاپکینز می‌باشد.

## بازیگران
- آنتونی هاپکینز در نقش دکتر لوئیس[۲]
- لیزا پپر در نقش الیزه
- آرون تاکر
- تارا آروایاو
- فران تاکر
- آنتونی آپل
- ژولیتا اوریتیز
- دنی جیکوبز

## انتشار فیلم
کمپانی Gravitas Ventures حق پخش فیلم را در آمریکای شمالی را در اکتبر ۲۰۲۰ به دست آورد. این فیلم در تاریخ ۴ دسامبر سال ۲۰۲۰ در سینماها اکران می‌شود.